# Carretera de Nebraska 58
La Carretera de Nebraska 58, y abreviada NE 58 (en inglés: Nebraska Highway 58) es una carretera estatal estadounidense ubicada en el estado de Nebraska. La carretera inicia en el Sur desde la US 281  sur de St. Paul hacia el Norte en la NE 70  este de Arcadia. La carretera tiene una longitud de 84,9 km (52.73 mi).

## Mantenimiento
Al igual que las autopistas interestatales, y las rutas federales y el resto de carreteras estatales, la Carretera de Nebraska 58 es administrada y mantenida por el Departamento de Carreteras de Nebraska por sus siglas en inglés NDOR.

## Cruces
La Carretera de Nebraska 58 es atravesada principalmente por la  NE 11  en Dannebrog
 NE 68  en Rockville
 NE 92  en Loup City.